# Rowby-John Rodriguez
Rowby-John Rodriguez (Wenen, 27 maart 1994) is een dartsspeler uit Oostenrijk die uitkomt voor de PDC. Zijn bijnaam luidt Little John. Zijn ouders komen uit de Filipijnen en zijn net voor hij geboren werd verhuisd naar Oostenrijk.

## Carrière

### BDO
In 2010 won Rodriguez, als 16-jarige, het Oostenrijks nationaal kampioenschap door in de finale Franz Thaler met 5-0 te verslaan.

### PDC
Tijdens het tweede Q-Schoolevenement begin 2014 was hij slechts één overwinning verwijderd van deelname aan de PDC, maar hij verloor met 5-3 van Gerwyn Price. Na alle vier de Q-Schoolevenementen eindigde hij als negende op de Q-School Order of Merit, waarmee hij een toerkaart voor twee jaar deelname aan de PDC Pro Tour.
Zijn eerste PDC-hoofdtoernooi was de UK Open 2014, waarin hij in de eerste ronde met 5-1 werd verslagen door Tony Randall. Rodriguez bereikt in mei 2014 de finale van de PDC World Youth Championship, waarin hij met 6-4 verloor van Keegan Brown. Door het bereiken van deze finale kwalificeerde hij zich voor de Grand Slam of Darts 2014. Rodriguez was samen met Mensur Suljović actief op de World Cup of Darts 2014, waar zij in de tweede ronde werden uitgeschakeld door de Belgische broers Kim en Ronny Huybrechts. Rodriguez bereikte voor de eerste keer de kwartfinale van een Pro Tourtoernooi tijdens het 14e Players Championship. Hij versloeg achtereenvolgens Gary Anderson, Paul Nicholson en Jamie Caven, vooraleer hij met 6-1 werd verslagen door Ian White. Zijn resultaten in 2014 zorgde ervoor dat hij zijn debuut mocht maken op de European Darts Championship, waar hij in de eerste ronde met 6-2 verloor van Robert Thornton.
Rodriguez werd in de groepsfase van de Grand Slam of Darts 2014 ingedeeld in groep C met Adrian Lewis, Dave Chisnall en Keegan Brown. Nadat Rodriguez zijn openingswedstrijd op de Grand Slam met 5-2 van Adrian Lewis wist te winnen, verloor hij zijn tweede wedstrijd met 5-1 van Dave Chisnall. In de laatste wedstrijd moest Rodriguez met Keegan Brown, van wie hij in de finale van de PDC World Youth Championship verloor, uitmaken wie er samen met Dave Chisnall door ging naar de volgende ronde. Brown was echter andermaal met 5-3 te sterk voor Rodriguez, waardoor hij als nummer drie in de groep eindigde.
Via de Pro Tour Order of Merit kwalificeerde hij zich voor het PDC World Darts Championship 2015, waarop hij zijn debuut maakte. Hij verloor in de eerste ronde van voormalig wereldkampioen Raymond van Barneveld. Samen met landgenoot Suljović nam hij ook deel aan de World Cup of Darts, waarin zij door Duitsland werden uitgeschakeld. In december 2015 wist Rowby-John Rodriguez zich te plaatsen voor de 1e ronde van het PDC World Darts Championship, maar verloor daarin met 3-0 van opnieuw Dave Chisnall.
Op 12 september 2021 stond Rodriguez in de finale van de World Cup of Darts. Met Mensur Suljović vormde hij het Oostenrijkse koppel. Het was de eerste halve finale voor Oostenrijk op dit toernooi en daarmee ook de eerste finale.  Op weg naar de finale versloegen de Oostenrijkers de Filipino's Lourence Ilagan & Christian Perez in de eerste ronde, de Belgen Dimitri Van den Bergh & Kim Huybrechts in de tweede ronde, de Noord-Ieren Daryl Gurney & Brendan Dolan in de kwartfinale en de Engelsen James Wade & Dave Chisnall in de halve finale. De Schotten Peter Wright en John Henderson waren in de finale te sterk.
Zijn eerste finale op een Euro Tour-toernooi behaalde Rodriguez door Danny Noppert, Gerwyn Price, Gabriel Clemens, Nathan Aspinall en Madars Razma te verslaan tijdens de European Darts Matchplay 2022 in Trier. In de finale trof hij Luke Humphries, die eerder dat jaar al drie Euro Tour-toernooien won. Rodriguez miste een wedstrijdpijl in de beslissende leg, waarna de Engelsman met 8-7 won.
Rodriguez zou met Suljović in 2024 voor de tweede keer de finale weten te halen op de World Cup. In de groepsfase wonnen de twee van de afgevaardigden van China en Guyana. Daarop zouden ze in de knock-outfase langs de koppels uit Chinees Taipei, Kroatië en België gaan om de finale te bereiken. Daarin waren Luke Humphries en Michael Smith uit Engeland met een uitslag van 10-6 te sterk.

## Resultaten op Wereldkampioenschappen

### WDF

#### World Cup
- 2011: Laatste 16 (verloren van Martin Adams met 1-4)

### PDC
- 2015: Laatste 64 (verloren van Raymond van Barneveld met 0-3)
- 2016: Laatste 64 (verloren van Dave Chisnall met 0-3)
- 2017: Laatste 64 (verloren van Dave Chisnall met 2-3)
- 2019: Laatste 64 (verloren van Cristo Reyes met 2-3)
- 2020: Laatste 96 (verloren van Noel Malicdem met 0-3)
- 2022: Laatste 64 (verloren van Luke Humphries met 0-3)
- 2023: Laatste 96 (verloren van Lourence Ilagan met 2-3)

### PDC World Youth Championship
- 2013: Laatste 32 (verloren van Reece Robinson met 4-6)
- 2014: Runner-up (verloren van Keegan Brown met 4-6)
- 2015: Laatste 32 (verloren van Josh Payne met 3-6)
- 2016: Kwartfinale (verloren van Kenny Neyens met 4-6)
- 2017: Laatste 32 (verloren van Justin van Tergouw met 5-6)
- 2018: Groepsfase (gewonnen van Hendrik Eggermann met 5-1, verloren van Mike van Duivenbode met 3-5)

## Resultaten op de World Matchplay
- 2022: Laatste 16 (verloren van Dimitri Van den Bergh met 6-11)